# This Fire
This Fire (op de singlehoes This Fffire genoemd) is een nummer van de Britse indierockband Franz Ferdinand uit 2004. Het is de vijfde en laatste single van hun titelloze debuutalbum.
"This Fire" gaat over dermate verliefd zijn op iemand, dat je alles doet om bij diegene te zijn. Het nummer werd enkel een bescheiden hitje in Nederland, waar het de 12e positie bereikte in de Tipparade.